# (39838) 1998 BK19
(39838) 1998 BK19 est un astéroïde de la ceinture principale d'astéroïdes découvert en 1998.

## Description
(39838) 1998 BK19 a été découvert le 26 janvier 1998 à l'observatoire astronomique de Farra d'Isonzo, situé dans la commune de Farra d'Isonzo, dans la province de Gorizia (Frioul-Vénétie Julienne), en Italie, par l'Observatoire astronomique de Farra d'Isonzo.

### Caractéristiques orbitales
L'orbite de cet astéroïde est caractérisée par un demi-grand axe de 2,29 ua, un périhélie de 2,20 ua, une excentricité de 0,04 et une inclinaison de 6,67° par rapport à l'écliptique. Du fait de ces caractéristiques, à savoir un demi-grand axe compris entre 2 et 3,2 ua et un périhélie supérieur à 1,666 ua, il est classé, selon la JPL Small-Body Database, comme objet de la ceinture principale d'astéroïdes.

### Caractéristiques physiques
(39838) 1998 BK19 a une magnitude absolue (H) de 15,1 et un albédo estimé à 0,198.